# Natalja Sergejewna Dontschenko
Natalja Sergejewna Dontschenko (russisch Наталья Сергеевна Донченко; * 25. August 1932 in Moskau; † 11. Juli 2022 in Nischni Nowgorod) war eine sowjetische Eisschnellläuferin.

## Leben
Natalja Dontschenko wurde 1932 in Moskau geboren. 1937 wurde ihr Vater verhaftet, den sie nie wieder sah. Mit ihrer Mutter zog sie nach Nischni Nowgorod, wo sie mit dem Eisschnelllauf begann. Bereits 1946 nahm sie an den nationalen Jugendmeisterschaften teil und konnte später auch zwei nationale Meistertitel im Seniorenbereich gewinnen. Als Eisschnelllauf für Frauen bei den Olympischen Winterspielen 1960 seine Premiere hatte, konnte Dontschenko über 500 m die Silbermedaille gewinnen und war somit die erste sowjetische Eisschnellläuferin, die eine olympische Medaille gewinnen konnte.